# Lâmpada de Nernst

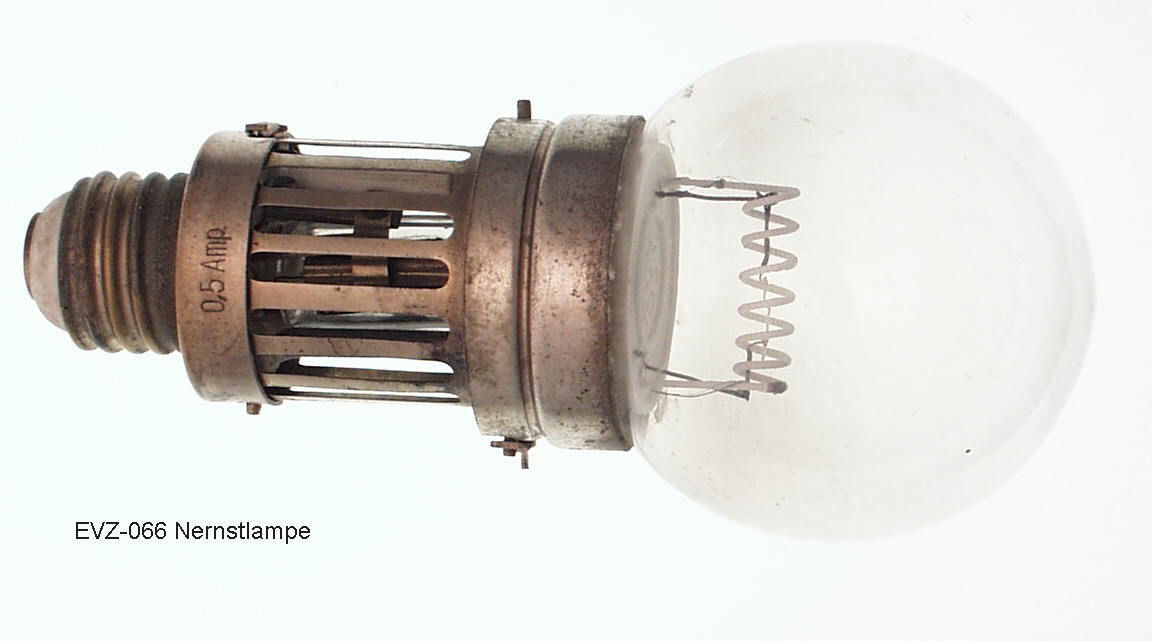
Lâmpada de Nerst

Lampada de Nerst foi uma forma primitiva de lâmpada incandescente elétrica. Estas lâmpadas utilizavam um filamento de cerâmica ao invés de tungstênio. Como o filamento de cerâmica não oxida quando exposto ao ar, não havia necessidade da lâmpada ser inertizada com vácuo ou gás nobre. Foi criada pelo cientista e químico alemão Walther Nernst.